# Ululodes tuberculatus
Ululodes tuberculatus is een insect uit de familie van de vlinderhaften (Ascalaphidae), die tot de orde netvleugeligen (Neuroptera) behoort. 
Ululodes tuberculatus is voor het eerst wetenschappelijk beschreven door Banks in 1901.